# Xavier Antich
Xavier Antich (Seu d'Urgell, 1962) é um filósofo catalão. Professor de estética na Universidade de Girona, e coordenador da Oficina de Crítica de Arte do Museu de Arte Contemporânea de Barcelona. Ele é irmão do jornalista José Antich. 
Ele já escreveu vários livros e contribui regularmente para a seção Cultura  no suplemento Cultura do jornal La Vanguardia, jornal do qual é um membro do Conselho Editorial. Ele tem escrito artigos sobre Martin Heidegger, Jan Patočka e Emmanuel Levinas.